# Henri Van Mol
Henri Van Mol fue un deportista belga que compitió en remo. Ganó una medalla de plata en el Campeonato Europeo de Remo de 1901, en la prueba de doble scull.

## Palmarés internacional
| Campeonato Europeo | Campeonato Europeo | Campeonato Europeo | Campeonato Europeo |
| Año                | Lugar              | Medalla            | Prueba             |
| ------------------ | ------------------ | ------------------ | ------------------ |
| 1901               | Zúrich (Suiza)     | Medalla de plata   | Doble scull        |